# Sassmaq
O Sistema de avaliação de saúde, segurança, meio ambiente e qualidade (Sassmaq) é um método de avaliação criado e exigido pela Associação Brasileira de Indústrias Químicas (ABIQUIM), e implementado pelos elementos que compõem uma determinada cadeia logística (Sassmaq, [2009], p. 1).
A primeira versão do sistema foi expedida em 2001, focando especificamente o transporte rodoviário de cargas. Diferentemente de sistemas como as normas ISO, não se trata de um sistema de garantias de qualidade, mas um sistema no qual existem ferramentas para a empresa atingir o processo de melhoria contínua (Lima et al., 2006, p. 2-4 e Sassmaq, [2007]). A partir de 2006, as empresas que passam pelo processo de avaliação Sassmaq recebem, por adição, o selo Transqualit Green expedido pela NTC&Logística. Esta certificação para além de valorizar a imagem da empresa, uma vez que proporciona ao cliente uma imagem preventiva na redução de riscos no transporte de produtos perigosos, possibilita a redução de custos relativos às operações e ao controlo de qualidade. Do ponto de vista do cliente, uma empresa certificada com o selo Transqualit Green demonstra uma maior competitividade aquando do processo de selecção de empresas para a prestação de serviços logísticos (Lima et al., 2006, p. 4).